# 2017 en économie (activité humaine)
| • Chronologie générale de l'économie • |

| • Chronologie générale de l'économie • |

| Années de l'économie : 2014 - 2015 - 2016 - 2017 - 2018 - 2019 - 2020    |
| Décennies de l'économie : 1980 - 1990 - 2000 - 2010 - 2020 - 2030 - 2040 |

Cet article présente les faits marquants de l’année 2017 en économie.

## Évènements
- 8 mars : Lancement de la cryptomonnaie Ğ1.
- 25 mai : établissement d'un corridor de croissance Asie-Afrique.
- 26 mai : Sommet du G7 de 2017 en Italie.
- 22 décembre : Réforme fiscale aux État-Unis